# Lightrail in Dublin
De snelle economische groei van Ierland in het algemeen en de omgeving van Dublin in het bijzonder heeft ervoor gezorgd dat er veel geld werd en wordt geïnvesteerd in de infrastructuur van de Ierse hoofdstad.
Behalve in de aanleg van wegen is vooral in de spoorinfrastructuur veel geld gestoken via het overheidsorgaan Railway Procurement Agency, onderdeel van het ministerie van Transport.

## Overzicht van projecten
De Railway Procurement Agency (RPA) is belast met de ontwikkeling van light railway en metrolijnen in de Ierse hoofdstad. De RPA is opgericht in december 2001 als gevolg van het aannemen van de Transport (Railway Infrastructure) Act 2001. Ierland heeft een ambitieus programma op het gebied van uitbreiding van de transportinfrastructuur: Transport21.
Voor Dublin en directe omgeving zijn er de volgende plannen opgenomen in Transport21:

### Stad Dublin: Lightrail
- Luas C1: Verlenging bestaande Luas Red Line naar de Docklands (voltooid 2010)
- Luas B1: Verlenging bestaande Luas Green Line naar Cherrywood/Brides Glenn (voltooid 2010)
- Luas B2: Verlenging bestaande Luas Green Line naar Bray (voltooid)
- Luas A1: Uitbreiding bestaande Luas Red Line van Belgard naar Saggart (voltooid 2011)
- Luas Broombridge BXD: samenvoeging van Transport21 plannen Luas City Centre (Bx)en Luas Boombridge (D) (in aanbouw)
- Luas F: City Centre naar Lucan (in planning)

### Stad Dublin: Metro
(zie eigen artikelen)
- Metro North: deels ondergrondse metrolijn van St. Stephen's Green via de luchthaven naar Swords
- Metro West: Bovengrondse verlengde lightrail vanaf Tallaght (huidige eindpunt Luas Red Line) naar Dardistown (aansluiting Metro Noth)

### Greater Dublin: Normaal spoor
- DART lijn 1: Maynooth to Greystones – aanpassing en modernisering Commuter dienst in DART
- DART Lijn 2: aanpassing en uitbreiding Ballbriggan to Hazelhatch
- Kildare Route Project: uitbreiding sporen door/voor Iarnród Éireann omdat genoemde uitbreidingen het spoornetwerk richting Kildare zou doen verstoppen
- Interconnector: deels ondergrondse verbindingen tussen bestaande – niet gekoppelde – stations
- Aanleg Docklands Station voor forensentreinen (opgeleverd 2007)
- Clonsilla to Navan commuter lijn: gedeeltelijk opnieuw gebruiken voormalige spoorlijn

## Plan van aanpak
De projecten die door de RPA in en om Dublin worden uitgevoerd, volgen altijd een vast proces van 6 fases:

### Fase 1: Inventariseren mogelijke routes
Als de overheid besloten heeft dat er op een bepaald traject een spoorverbinding moet komen dan gaat de RPA inventariseren welke routemogelijkheden er zijn. Aandachtspunten zijn hierbij bijvoorbeeld:
- waar zal vraag zijn naar haltes: concentraties van toekomstige gebruikers
- zijn er stukken die beslist niet gebruikt kunnen worden en zijn er trajecten die juist eenvoudig gebruikt kunnen worden (bijvoorbeeld trajecten van voormalige spoorlijnen die nog onbebouwd zijn en/of de grond nog in bezit is van de overheid)
- technische problemen of juist mogelijkheden (meeliften op aanleg van wegen, noodzaak om zeer dure kunstwerken te bouwen, natuurgebieden etc.)

Na de eerste globale onderzoeken begint de RPA een inspraak proces waarbij de verschillende opties met betrekking tot de te kiezen route, de mogelijke haltes/stations, de remises en werkplaatsen etc. Tijdens dit proces is er inspraak mogelijk van het publiek. Via openbare bijeenkomsten en de mogelijkheid om schriftelijk te reageren worden belanghebbenden betrokken bij het proces

### Fase 2: Keuze van de route
In deze fase wordt de route van de aan te leggen spoorlijn vastgelegd. Belangrijke factoren voor de uiteindelijke keuze van de route zijn o.a.:
- het resultaat van de inspraak uit fase 1
- uitkomsten van de diverse onderzoeken naar routes op technisch gebied, wenselijkheid om bepaalde locaties te ontsluiten
- (bouw)technische aspecten
- kosten voor zowel de aanschaf/onteigening van de benodigde grond alsmede de bouwkosten

Globaal zal er in deze fase ook worden gekeken waar ongeveer toekomstige haltes/stations zullen komen.

### Fase 3: Spoorlijn- en halteontwerp
Als de route min of meer bepaald is wordt in deze fase in meer detail het gekozen traject uitgewerkt: hoe gaat de rails precies lopen, wat voor kunstwerken (trambanen, viaducten, bruggen, tunnels) moeten worden aangelegd. Ook het ontwerp van de stations en haltes zal in deze fase worden bepaald.
Op een bepaalde lijn zullen alle haltes wel hetzelfde basisontwerp hebben, maar lokale afwijkingen zijn mogelijk: op knooppunten met een andere lijn zal een groter station nodig zijn met meer dan de standaard twee sporen terwijl een halte in een smalle straat mogelijk zo ontworpen moet worden dat het perron voor de ene richting niet tegenover het perron voor de andere richting ligt.
Ook andere noodzakelijke infrastructuur, zoals voorzieningen voor de stroomvoorziening, palen voor de voedingskabels, de remise, koppelingen met bestaande spoorlijnen etc. wordt in deze fase ontworpen

### Fase 4: Vergunningen voor bouw en exploitatie
Als de ontwerpen voltooid zijn dan gaat de RPA de benodigde vergunningen aanvragen: dat zijn onder andere de bouwvergunningen om de spoorlijn te mogen bouwen, maar ook de vergunning dat er na voltooiing ook daadwerkelijk een trein-/tramdienst geëxploiteerd mag worden. Het aanvragen van vergunningen moet vaak bij verschillende instanties gebeuren: lijnen lopen vaak door verschillende provincies, county's en gemeentes, en daarnaast kunnen ook verschillende andere organen betrokken zijn: als er een rivier overgestoken moet worden, zijn andere overheden betrokken dan wanneer er een viaduct over een autosnelweg (tolweg) gebouwd moet worden. Bestaande bruggen in oude spoortrajecten, waar gebruik van wordt gemaakt, kunnen beschermde monumenten zijn. Andere zaken rond de vergunningsverlening zijn milieugevolgen, geluidsoverlast voor omwonenden (tijdens de bouw en vooral tijdens de normale exploitatie).
Tijdens deze fase worden ook belangstellenden gezocht om het project te bouwen en belangstellende om de lijn in de toekomst te exploiteren en wordt onder marktpartijen gezocht naar geïnteresseerden voor zogenaamde Public Private Partnership constructies: hierbij dragen de marktpartijen voor een belangrijk deel bij in de financiering van de projecten en delen ze vaak ook mee in de risico's. Daar tegenover staat dat ze ook meedelen in de meevallers en winsten. PPP-constructies zorgen ervoor dat de (financiële) lasten niet alleen bij de overheid liggen maar ook bij de private partners. PPP-partners kunnen puur financieel deelnemen maar vaak zijn het ook de aannemers die betrokken zijn bij het project die als partner meedoen: de diverse bouwers van de spoorlijnen, de leverancier van het rollend materieel en de toekomstige exploitant van de lijnen kunnen risicodragend partner worden

### Fase 5: Constructie
Als alle vergunningen binnen zijn en de financiering rond is dan kan met de aanleg van de lijn worden begonnen. Normaliter zal er niet 'gewoon' aan één uiteinde van de lijn gestart worden met de bouw en dan langzaam naar de andere kant worden gewerkt: men zal gelijktijdig op verschillende plaatsen aan de aanleg werken en uiteindelijk komen de bouwers elkaar tegen. Ook zal er in een vroeger stadium met de bouw van grote kunstwerken beginnen dan met het leggen van de rails: een grote brug over een rivier of een viaduct over of onder een snelweg heeft vaak meer tijd nodig en daarom zal men met dat soort zaken beginnen.

#### Elektrische installatie
Pas nadat alle kunstwerken gebouwd zijn en alle rails daadwerkelijk is gelegd, zal in het algemeen als laatste de bovenleiding worden aangelegd (in geval van trams en DART-lightrail).
Behalve de bovenleiding of derde rails bij de metro moeten ook diverse tractieonderstations worden gebouwd welke zorgen voor de aanvoer van de elektriciteit vanuit het hoogspanningsnet. De diverse lightrailsystemen die in Dublin in gebruik of ontwikkeling zijn, betrekken hun stroom gewoon uit het bestaande elektriciteitsnetwerk, in tegenstelling tot bijvoorbeeld de Metro van London die eigen elektriciteitscentrales exploiteert
Behalve de elektrische installatie ten behoeve van de aandrijving van de treinen (tractie) bestaat de elektrische infrastructuur uit nog veel meer onderdelen, deels afhankelijk van het type spoorlijn. Voor DART en metrolijnen is er een uitgebreid eigen netwerk van seinen terwijl trams speciale verkeerslichten gebruiken die overeenkomsten vertonen met de verkeerslichten voor bussen. De verkeerslichten voor de trams zijn gekoppeld aan de normale verkeerslichten voor het wegverkeer. Andere installaties besturen de wissels en bijbehorende seinen. Op en rond de haltes zijn installaties aanwezig voor de route-informatieborden, de kaartverkoopmachines, de chipkaartlezers, omroepinstallatie, verlichting en camerabewaking.

#### Spoortrajecten
De twee momenteel operationele tramlijnen in Dublin, de Luas Red en Green Line, zijn qua basisontwerp redelijk gelijk, en zijn ook in dezelfde periode ontworpen en gebouwd. Een groot verschil is dat het grootste deel van de Green Line een geheel eigen traject heeft welke fysiek gescheiden is van het overige verkeer. Belangrijke reden hiervoor is dat de Green Line op veel plaatsen gebruikmaakt van een voormalig spoortraject: de Harcourt Street Railway line. Alleen vanaf het huidige Charlemont komt de rails op straatniveau te liggen voor de laatste twee haltes Harcourt en St. Stephen's Green. Ook voor de nieuwe verlengingen van de Green Line wordt op veel plaatsen gebruikgemaakt van gescheiden of zelfs verhoogde trajecten.
De Red Line loopt echter voor een belangrijk deel gewoon door de straten van Dublin: vanaf het beginpunt The Point tot aan Ziekenhuis St. James liggen de rails in bestaande straten die deels opengesteld zijn voor ander verkeer, en buiten het centrum is er wel een eigen gescheiden trambaan, maar die ligt wel gewoon op straatniveau.
Bij de aanleg van een nieuw onderdeel van een spoorlijn wordt de bouw normaliter verdeeld in een aantal gebieden en in elk gebied wordt min of meer gelijktijdig begonnen met de aanleg van spoor- en overige infrastructuur. Grote subprojecten, zoals de bouw van bruggen en viaducten, worden weer apart aanbesteed. Omdat de aanleg van nieuwe delen van de Luas vaak in bewoond gebied gebeurt zullen de werkzaamheden overlast geven aan omwonenden, verkeer en bedrijven in de buurt van de route. Tijdens de planningsfase wordt hier al veel aandacht aan besteed middels voorlichting, onderzoeken naar de effecten voor de omgeving en diverse vormen van inspraak. en tijdens het hele proces worden belangstellenden op de hoogte gehouden, onder andere via persberichten en door het openbaar maken van heel veel documentatie tijdens het hele proces. Tijdens de daadwerkelijke constructie geeft de RPA regelmatig Construction Updates uit. In deze korte brochures (meestal 4 – 6 bladzijden) geeft men een kort overzicht van de status en kondigt men komende maatregelen aan met betrekking tot verkeersomleidingen etc. Zie bijvoorbeeld Construction Update 20 van de voltooide Docklands Luas Extenion.
Ook aankondigingen van de testritten, openstelling voor het publiek et cetera worden via deze Construction Updates bekendgemaakt. Deze updates worden fysiek verspreid in de directe omgeving van het betrokken gebied en ze zijn te downloaden via de website van de RPA
Aankondigingen voor een groter publiek, zoals het gaan uitvoeren van testritten of het tijdelijk afsluiten/omleiden van het verkeer op doorgaande wegen worden ook via advertenties in de media bekendgemaakt

### Fase 6: Dagelijkse exploitatie
De laatste fase met betrekking tot de aanleg van een nieuwe spoorlijn is de feitelijke ingebruikname en vervolgens de dagelijkse exploitatie en beheer van de lijn. De RPA is zelf geen exploitant van de spoorlijnen: via een openbare aanbesteding kunnen marktpartijen voorstellen doen om een bepaalde lijn (of een combinatie van lijnen) te exploiteren. De RPA zal vervolgens de exploitatie gunnen aan de meest geschikte kandidaat. Dat is niet altijd de meest biedende: ook andere zaken worden meegewogen bij de gunning:
- heeft de potentiële kandidaat ervaring op het gebied van (light)railvervoer
- wat biedt de kandidaat aan op het gebied van werkgelegenheid
- is de continuïteit gewaarborgd, met andere woorden is de kandidaat een financieel gezonde organisatie
- biedt het kiezen voor een bepaalde partij synergievoordelen

Zo heeft in 2004 het Franse bedrijf Veolia de aanbesteding voor het exploiteren van de twee Luas lijnen gewonnen en heeft het (eveneens Franse) bedrijf Alstom de opdracht gekregen de infrastructuur te beheren.

## RPA Projecten
De RPA is in 2001 opgericht met als doel het verbeteren van de railinfrastructuur van Ierland. Ze is onder andere verantwoordelijk voor de uitvoering van het Transport21 programma van de overheid voor zover het spoorlijnen betreft. De RPA is verantwoordelijk voor de volgende projecten:

### Metro North
zie ook kaart met alle lightraillijnen ingetekend Metro West Emerging New Route[dode link]
Dit is een metroverbinding vanaf het zuidelijke stadscentrum (St. Stephens Green) onder de rivier de Liffey noordwaarts naar het vliegveld en dan verder via Swords en Bellinstown.
Het project Metro Noth bevindt zich momenteel (mei 2011) in Fase 4: aanvragen van bouwvergunningen. Door de bouw van Metro North zullen indirect ook de twee bestaande Luas tramlijnen met elkaar verbonden worden:de Luas Green Line eindigt op halte St. Stephens Green en dat is tevens de beginhalte van de metro en de uitgang van de toekomstige halte O'Connels Bridge bij de Red Line halte Abbey Street uitkomt.
Metro North zal 16,5 kilometer lang worden en vanaf het stadscentrum zal de reistijd naar het vliegveld rond de 20 minuten liggen en is de wijk Swords in 30 minuten te bereiken. Behalve de directe links tussen de genoemde punten zal Metro North diverse aansluitingen bieden op het overige openbaar vervoer in Dublin: de reeds genoemde Luas Green Line en Red Line. Ook zal er een koppeling zijn met de geplande (ondergrondse) uitbreiding van de DART en een aansluiting op het nationale spoorwegnet van Iarnród Éireann. Men verwacht dat de lijn per jaar 34 miljoen passagiers gaan vervoeren.
De fasen van routeselectie en halteontwerp zijn afgerond: op de 16,5 kilometer zijn 14 haltes/stations gepland. Fase 4, de fase waarin de bouwvergunningen en andere formele aanvraagprocedures doorlopen worden, ving aan op 27 oktober 2010. Op deze datum ontving de RPA de opdracht om de ontwikkeling van Metro North voort te zetten.

### Metro West
Metro West, ook wel Metro Orbital genoemd, zal in tegenstelling tot wat de naam doet vermoeden, geen ondergrondse metrolijn zijn maar een lightraillijn die meer te vergelijken is met de bestaande Luas.
De lijn zal 25 kilometer lang worden, 22 haltes krijgen vanaf eindhalte Red Luas Tallaght via een omtrekkende noord-oostlijn naar Dardistown, alwaar het samenkomt met de Metro North,en zo aansluiting geeft naar het vliegveld of City Centre. De lijn loopt min of meer parallel aan de ringweg M50 en is ook bedoeld als alternatief daarvoor.
Zoals gezegd zal Metro West geen ondergrondse spoorlijn worden, maar een lightrail die eerder te vergelijken is met de Luas, behalve dat de treinen een stuk langer zijn (100 meter per trein in plaats van 40 meter voor Luas). Op piektijden zal er elke vier minuten een trein rijden en biedt zo een maximale vervoerscapaciteit van 10.000 passagiers in elke richting.

Vanaf het industrieterrein/businesspark Blanchardstown is het vliegveld in 25 minuten te bereiken, en O'Connell Street of Swords in 35 minuten (allen met overstap op Metro North in Dardistown).
Het project bevindt zich nu in de Railway Order Application. Op 22 oktober 2010 diende de RPA deze aanvraag formeel in bij An Bord Pleanala: het Ierse centrale planburo die de aanvraag dan publiceert en 6 weken ter inzage legt. Vanwege de omvang van dit project zal er waarschijnlijk een publieke hoorzitting georganiseerd worden en vervolgens kan de RPA beginnen met de (aanbesteding van de) bouw. Zoals alle overige railprojecten die momenteel gepland of in aanbouw zijn zal ook Metro West in de vorm van een Publiek-private samenwerking gerealiseerd worden

### Luas Green Line
De Luas Green Line was de eerste lightraillijn die operationeel werd in Dublin per 30 juni 2004. Het originele traject liep van Sandyford in Dublin Zuid tot aan St. Stephens Green in het centrum van Dublin. De remise en werkplaats voor de trams van de Green Line zijn in Sandyford. De verbinding is vooral een noord-zuidverbinding die de nieuwe woonwijken en industrie/kantoorparken in Zuid verbindt met het stadscentrum. Inmiddels is het uitbreidingsproject B1-Cherrywood onderdeel geworden van de Green Line.

### Luas Red Line
Enkele maanden na de Green Line werd de Red Line in september 2004 in gebruik genomen. In het stadscentrum loopt de lijn aan de noordkant van de rivier de Liffey van Connolly Station tot aan halte Museum, vervolgens steekt hij de rivier over naar Heuston Station en verder westwaarts richting Red Cow (waar hij de ringweg M50 kruist) naar Tallaght.
In het voorjaar van 2010 werd de verlenging Luas Docklands – C1 opgeleverd welke de lijn nog een paar kilometer aan de oostkant verlengd het herontwikkelde Docklands gebied in, en medio 2011 moet de aftakking Luas Citywest – A1 opgeleverd worden.

### Luas Citywest – A1
Luas Citywest is een aftakking van de bestaande Red Line en dit project is op 2 juli 2011 in fase 6 gegaan: daily operations Sinds 7 april 2011 werden er al testritten gemaakt op het traject (maar in de projectdefinitie zit er niets tussen Fase 5:Bouw en Fase 6: Operationeel.
Deze aftakking sluit aan op de bestaande Red Line bij de (verbouwde) halte Belgard. Deze halte is voorzien van een extra perron en deels overkapt. Direct ten westen van de halte zijn wissels aangebracht zodat de tram ofwel de (bestaande) afbuiging naar het zuiden kan volgen richting Tallaght of min of meer rechtdoor kan gaan naar Saggart. Na openstelling zal een deel van de trams de huidige, zuidzuidwestelijke route volgen via haltes Cookstown,Tallaght Ziekenhuis en Tallaght (centrum) terwijl de andere trams puur westwaarts gaan via haltes Fettercairn, Cheeverstown, Citywest Campus en Fortunestown met als eindbestemming Saggart.
Het project is verdeeld in 3 gebieden (areas) die voor de bouw apart zijn aanbesteed (los van de diverse aanbestedingen voor de bouw van kunstwerken, de haltes, elektrische installaties etc). Onderdeel van het plan is het opnieuw ontwerpen en uitbreiden van de halte Belgard (extra perron en overkapping) en het daarachter liggende traject waar de wissels komen om de twee lijnen te koppelen. Op de website van de RPA kunnen alle relevante documenten, van tekeningen tot Milieueffectrapportages, gedownload worden.

### Luas Cherrywoord – B1

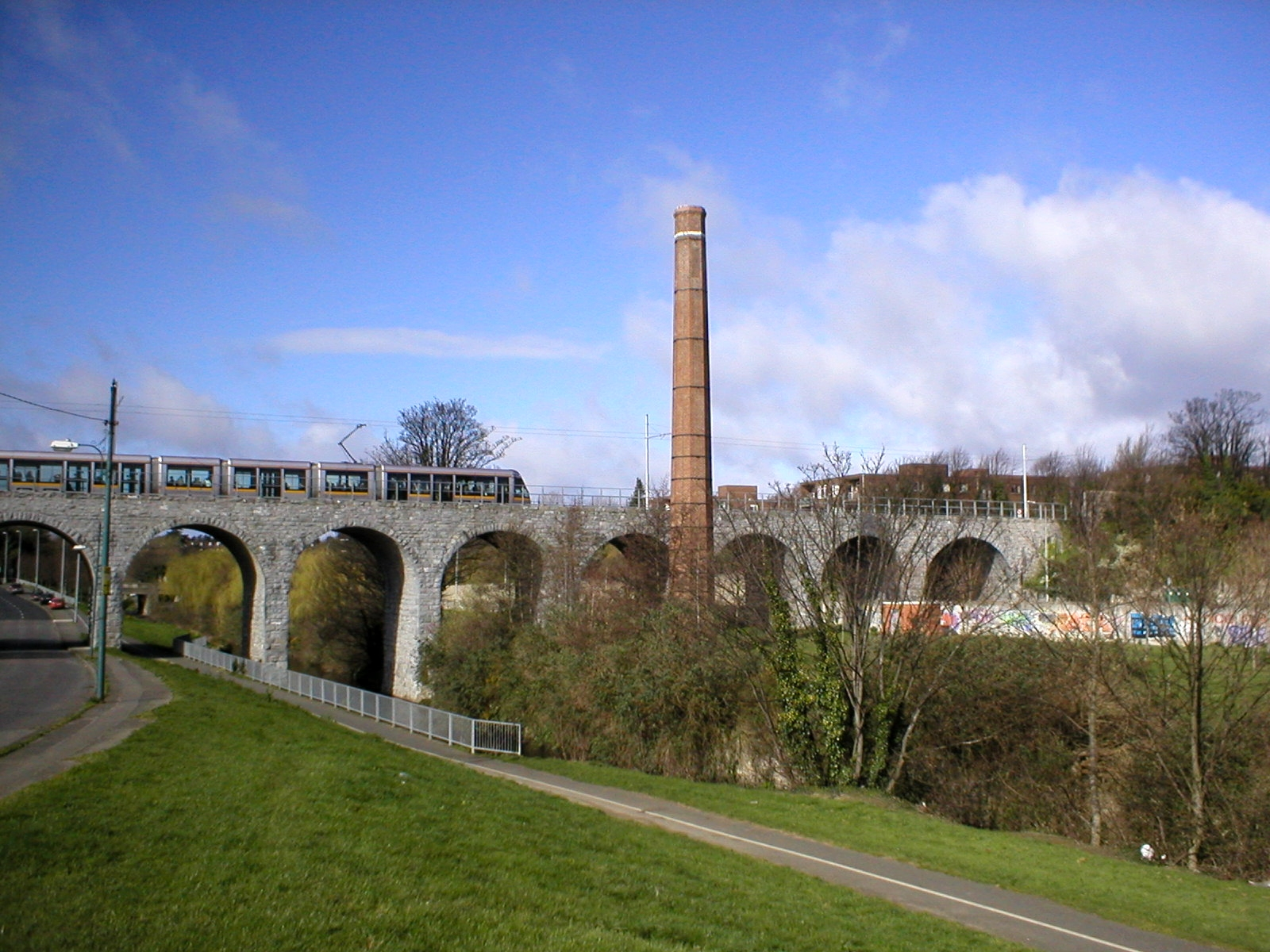
Nine Arches Bridge met Green line tram
Onderdeel van de Harcourt Street Line

Dit project is in het najaar van 2010 opgeleverd. Het is de verlenging van de Luas Green Line van Sandyford tot aan Brides Glenn. Doordat de huizenmarkt en de rest van de economie in Ierland sinds 2008 volledig ingestort is zijn een aantal ontwikkelingsplannen waar de Luas ontwerpers waren van uitgegaan nimmer gerealiseerd. Mede hierom zijn een tweetal van de gebouwde haltes niet in gebruik genomen met als belangrijkste reden dat de haltes niet ontsloten zijn via een (verharde) weg. De twee haltes zijn overigens wel volledig gebouwd: het enige wat ontbreekt (behalve de weg ernaartoe) zijn kaartjesautomaten en de in-/uitcheckmachines voor de smartcards. De haltes die op de kaarten zijn aangeduid als future stops zijn Racecourse en Brennanstown.
Sinds de openstelling rijdt ruim de helft van de trams vanaf St.Stephens Green naar dit nieuwe eindpunt en rijden de overige treinen niet verder dan Sandyford. Omdat de lijn nu operationeel is bevindt het project zich in Fase 6: Daily operations

### Luas Bray / Fassaroe – B2
Dit is de verdere verlenging van de Green Line vanaf Brides Glenn tot aan Bray. Dit project bevindt zich momenteel in Fase 3: Ontwerp van lijn en haltes.Het betreft een verdere verlenging van de Green Line met nog eens 9 kilometer waarbij de lijn een aftakking gaat krijgen door het centrum van Bray naar het bestaande DART en Commuter treinstation van Bray terwijl de hoofdlijn doorloopt naar Fassaroe.
Met de totstandkoming van deze verlenging is de route van de voormalige Bray-Harcourt Street Line weer in ere hersteld. Op bepaalde delen maakt de Luas ook daadwerkelijk gebruik van de oude route inclusief de spoordijken en kunstwerken, zoals de Nine Arches Bridge in Milltown of enkele viaducten tussen Ranalagh en Harcourt.
Het B2 traject zal naar verwachting de volgende haltes krijgen:
St. Columcille's (optie), Stonebridge, Crinken, Wilford (optie), Old Connaught,Thornhill en eindpunt Fassaroe. De zijtak naar Bray heeft drie geplande haltes: Corke Abbey, Ravenswell en als eindpunt: Bray Daly Station.
Voor de haltes die nog als optie zijn gemarkeerd, zijn de toekomstige ontwikkelingen in die omgeving van belang. De basisplannen zijn ontworpen voordat de Ierse economie en vooral vastgoedmarkt instortten en ging men er nog van uit dat de bouw van nieuwe woonwijken en nieuwe bedrijfsparken in hetzelfde tempo zou doorgaan. De kans dat de genoemde haltes nu nog gebouwd zullen worden, is erg klein geworden, al is het ook mogelijk dat men de haltes wel zal bouwen maat nog niet in gebruik zal nemen. Dit heeft men ook gedaan met twee haltes in het Luas B1-project.
Ook is het goed mogelijk dat de verlenging van de Luas naar Bray en Fassaroe in zijn geheel uitstelt of afblaast: het project is pas in Fase 3: er zijn nog geen vergunningen in aanvraag en er zijn ook nog geen PPP/PPS-contracten met marktpartijen afgesloten. In een updated businessplan van de RPA van juni 2010 wordt deze uitbreiding aangeduid als een van de projecten die minder belangrijk zijn, en sinds die datum is het duidelijk geworden dat de overheid nog veel meer moet bezuinigen

### Luas Cross City – BXD
In het originele Transport21 project waren er twee aparte voorstellen: Luas City Centre (BX) en Luas Boombridge (D). Plan BX was het verlengen van de Luas Green Line naar O'Connell Street en daarmee een verbinding maken tussen de Red en Green Line. Wegens geld- en tijdgebrek zijn deze twee lijnen bij de bouw niet met elkaar verbonden: de eindhalte van de Greenline ligt een 10 tal minuten lopen aan de zuidkant van de rivier de Liffey terwijl de rode lijn net aan de overkant loopt.
Plan D betrof een tramlijn vanaf O'Connell Street richting het noordwesten naar Boombridge met een mogelijke toekomstige uitbreiding naar Finglass. Deze twee voorstellen zijn samengevoegd naar tramlijn BXD.
Het plan bestaat uit een (geheel bovengrondse) tram vanaf St. Stephens Green via Dawson Street, Trinity College. Vanaf daar loopt dan de heenweg via Westmoreland Street, over de Liffey, O'Connell Street, via Dominick, Philipsborough, Cabra tot Boomsbridge en danvia dezelfde weg terug tot aan Dominic en dan via Parnell Street, Marlborough Street over een (nieuwe) brug via Hawkins Street of D'Ollier Street terug tot Trinity en dan via dezelfde route als 'heen' via Dawson Street naar St.Stephens Green. Dus tussen Trinity en Upper O'Connell Street rijdt de tram alleen 'heen' en dat traject wordt op de terugweg via een andere route gereden, ongeveer 100 meter oostelijker.De aanleg van dit project bevindt zich in fase 4: het aanvragen van de bouw- en exploitatievergunningen en tegelijkertijd het benaderen van potentiële partners voor een PPP-samenwerking.
Een deel van deze route, namelijk van St. Stephens Green tot aan Upper O'Connell Street zal ook afgelegd worden door de geplande Metro Noord lijn, maar dan geheel ondergronds. Tegenstanders vinden dit weggegooid geld: ofwel de Metro zou ingekort moeten worden of de Luas BXD weer teruggepland naar Luas D en passagiers tussen die punten met de metro laten reizen. Overigens bestaat er veel tegenstand tegen de plannen met betrekking tot de metrolijn, zeker in het huidige financiële klimaat. Actie tegen de aanleg wordt onder andere gevoerd op Facebook, maar vooralsnog wil de regering beide plannen doorzetten en is er vergunning verleend voor de aanleg van Metro Noord

### Luas Lucan Liberties F1 / F2
Het Luas Lucan project, Luas F, betreft een tramlijn van 10,5 km met 13 haltes. De F lijn kent twee varianten: vanaf The Point naar Lucan en vanaf Trinity College naar Lucan.
De route vanaf The Point volgt het bestaande traject van de Red Line door de Docklands (Luas C), vanaf het busstation via Station Heuston, halte Fatima tot aan Blackhorse volgt het de originele Red Line route. Vanaf Blackhorse loopt dan naar Kylemore Park via Liffey Valley naar Lucan. Luas Lucan Liberties F2 begint bij Trinity College via de zuidkant van de Liffey westwaarts, waar hij dan vanaf halte Fatima tot aan Blackhorse het spoor deelt met de bestaande Red Line en loopt dan naar Kylemore Park via Liffey Valley naar Lucan. Met het kiezen van de voorkeurroute is Fase 2 van dit project afgerond, maar An Bord Pleanála (de planning- en welstandcommissie) heeft de route nog niet goedgekeurd, dus wijzigingen zijn nog goed mogelijk). Eerdere plannen voorzagen ook in een deels 'split track' oplossing waarbij de westwaartse trams een andere route volgden dan de terugkerende trams maar na een ronde van openbare inspraak in het voorjaar van 2010 kwam de 'single track' oplossing als eerste keuze uit de bus.

## Overige spoorprojecten
Behalve de Luaslijnen en de twee Metroprojecten lopen er ook nog plannen voor een uitbreiding en modernisering van het Dublin Area Rapid Transit of DART netwerk. DART is geen lightrailsysteem, maar gebruikt zwaar treinmaterieel en een deel van het DART netwerk wordt gedeeld met de commuter en intercity lijnen van spoorwegmaatschappij Iarnród Éireann.

### Andere projecten van de RPA
Behalve de bouw van bovenstaande nieuwe spoorlijnen en de verlengingen van bestaande Luasverbindingen is de Railway Procurement Agency ook verantwoordelijk voor de coördinatie van het Integrated Ticketing System (ITS). Op dit moment heeft elke vervoersmaatschappij in en om Dublin zijn eigen vervoersbewijzen die niet onderling uitwisselbaar zijn. Ook al kent zowel de Luas, Dublin Bus en de DART/Commuter elk een smartcard, zijn deze kaarten niet bij elkaar te gebruiken.
Luas en Dart gebruiken beide een systeem met een geldbedrag op de kaart waarbij moet worden in- en uitgecheckt (vergelijkbaar met de Nederlandse OV-chipkaart – maar zijn de saldi op de kaarten niet bij elkaar te gebruiken) en gebruikt Dublin Bus de smartcard alleen voor abonnementen of dagkaarten waarbij reizigers hun kaart alleen laten aflezen bij het instappen.
De Leap card is inmiddels ingevoerd.